# تشرنتشیتسه (ناحیه ناخود)
تشرنتشیتسه (به چکی: Černčice) یک منطقهٔ مسکونی در جمهوری چک است که در ناحیه ناخود واقع شده‌است. تشرنتشیتسه ۵٫۶۵ کیلومتر مربع مساحت و ۴۸۱ نفر جمعیت دارد و ۲۹۷ متر بالاتر از سطح دریا واقع شده‌است.